# La Gaceta (Nicaragua)
La Gaceta – Diario Oficial del Gobierno de la República de Nicaragua, es un periódico oficial del Gobierno de Nicaragua, editado en Managua. En él se publican las leyes, decretos, acuerdos, resoluciones, y demás actuaciones de interés general, dispuestas por los Poderes del Estado y sus Entes Autónomos. Se publican además, en La Gaceta, los actos de particulares que la legislación y la Constitución Política de Nicaragua establecen.
La Gaceta Diario Oficial, es una dependencia de la Secretaría Privada para Políticas Nacionales, se publica todos los días a excepción de los domingos y los días feriados, bajo una numeración sucesiva.

## Historia
La Gaceta se constituyó en el inicio mismo del periodismo impreso en Nicaragua, luego de la introducción de la imprenta, en el año 1830. El 19 de enero de 1830, el gobierno puso en funcionamiento la Imprenta del Gobierno, ubicada en la ciudad de Granada y la primera edición de La Gaceta de Nicaragua, fue publicada el 31 de agosto de 1830, convirtiéndose en el primer periódico que circuló en el país, aunque probablemente no logró pasar de una primera edición.
De manera sucesiva aparecieron órganos gubernamentales que cumplían la misma finalidad, bajo diferentes nombres, entre ellos Registro Oficial, un semanario publicado entre 1845 y 1847. En 1848 la publicación gubernamental pasó a llamarse Gaceta del Supremo Gobierno de Nicaragua.
El 22 de noviembre de 1851 el Gobierno de José Laureano Pineda Ugarte impulsó la publicación de la Gaceta Oficial de Nicaragua, que se publicó por última vez en 1853.
El 4 de julio de 1857, se publicó la Gaceta Oficial, editada en Managua por la Imprenta del Gobierno, bajo la administración de Tomás Martínez y Máximo Jerez.
El 2 de enero de 1858, apareció la continuación de La Gaceta Oficial, ahora bajo el nombre de La Gaceta de Nicaragua, homónima a la primera publicación de 1830. La Gaceta de Nicaragua incluía una sección no oficial, en donde se informaba sobre los movimientos del filibustero estadounidense William Walker, además de noticias extranjeras en relación con Nicaragua. Su última edición fue el 12 de febrero de 1859 y dos semanas después, el 26 de febrero, se continuó publicando como Gaceta Oficial, con la numeración sucesiva de la publicación anterior.
El 27 de junio de 1912, el Gobierno de Adolfo Díaz aprobó la designación de La Gaceta como Diario Oficial del Gobierno, incluyendo en ella una sección de boletín judicial.
El 18 de febrero de 1920, se introdujo una tarifa a las publicaciones de particulares, hasta entonces tramitadas gratuitamente a través del telégrafo.
El 20 de septiembre de 1965, fue aprobado el reglamento de La Gaceta, Diario Oficial, que determinaba las normas administrativas de la publicación, su funcionamiento y sus tarifas.
El 22 de octubre de 1979, luego del triunfo de la Revolución Popular Sandinista, La Gaceta, Diario Oficial, fue transferida a las dependencias de la Secretaría General de la Junta del Gobierno de Reconstrucción Nacional.
En marzo de 2002, fue aprobado el decreto presidencial 31-2002, con un nuevo reglamento, en el que destacan las políticas de organización administrativa interna para el personal de La Gaceta.